# فريدريك جنسن (عسكري)
فريدريك جنسن (بالنرويجية البوكمول: Fredrik Jensen)‏ هو عسكري نرويجي، ولد في 25 مارس 1921 في كريستيانية في النرويج، وتوفي في 31 يوليو 2011 في يستاد في السويد.